# Шевченко Ганна Іванівна
Ганна Іванівна Шевченко (? — ?) — українська радянська діячка, новатор сільськогосподарського виробництва, агроном колгоспу імені Хрущова (імені Котовського) Іваничівського району Волинської області. Депутат Верховної Ради УРСР 4-го скликання.

## Біографія
Народилася в селянській родині. Закінчила сільськогосподарський технікум.
З кінця 1940-х років працювала дільничним агрономом Іваничівського району Волинської області.
З 1953 року — агроном машинно-тракторної станції (МТС) по колгоспу імені Хрущова (потім — імені Котовського) села Стара Лішня Іваничівського району Волинської області.